# Premio Traetta

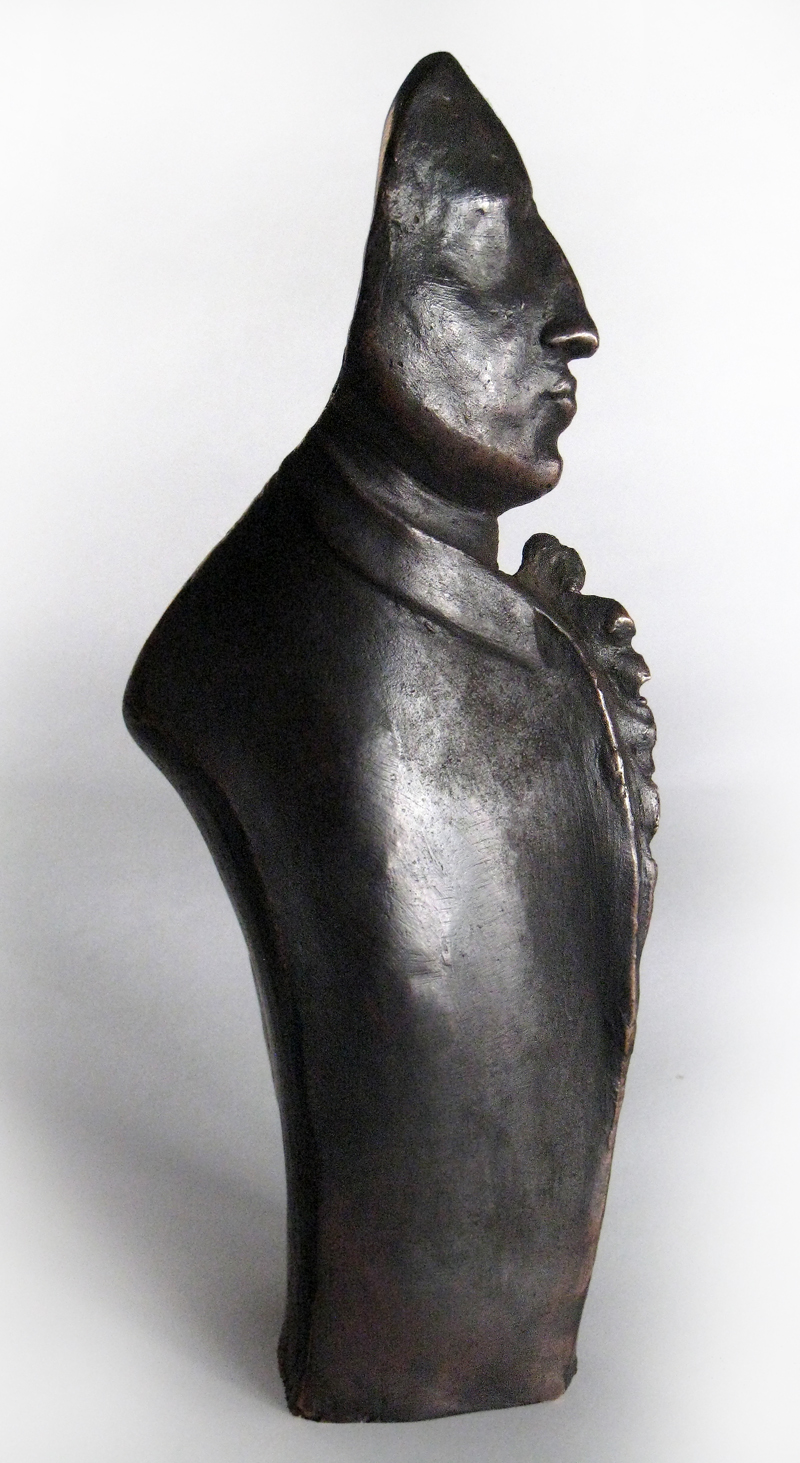
Premio Traetta. (Autore: Francisco Berdonces, 2015)

Il premio Traetta è un riconoscimento onorifico, senza dotazione economica, che la Traetta Society assegna dal 2009, in riconoscenza dei meriti nella riscoperta delle radici europee della musica del XVIII secolo. Il premio, ideato e promosso dall'architetto Gianfranco Spada, deve il suo nome al compositore italiano Tommaso Traetta (1727-1779). Consiste in una statuetta di bronzo, opera dell'artista spagnolo Francisco Berdonces, che viene consegnata ogni anno durante la Settimana Traetta, un festival interamente dedicato al compositore che si svolge durante le otto giornate che trascorrono dal giorno della sua nascita a quello della sua morte. (30 marzo - 6 aprile)
Tommaso Traetta è un compositore della Scuola musicale napoletana, che nonostante l'enorme successo ottenuto in vita per le sue composizioni, è stato ingiustamente relegato, insieme a numerosi altri compositori italiani dell'epoca, ad una posizione secondaria, rispetto a quella di altri compositori d'oltralpe, dalla nascente storiografia musicale di matrice tedesca, che ha fondato le basi della musica classica solo su autori di origine germanica.
Il  premio Traetta ha come obbiettivo quello di premiare le persone che in qualche modo si sono impegnate nell'ampliare la conoscenza della produzione musicale del settecento riscoprendo una parte importante delle radici della musica europea.
Il Premio prende in prestito il nome di Traetta, come simbolo di una larga schiera di compositori ingiustamente dimenticati come Leonardo Vinci, Pasquale Anfossi, Antonio Sacchini, Nicola Vaccaj, Leonardo Leo o Domenico Cimarosa.

## Premiati
- 2025 -  Paul Atkin,  Inghilterra
- 2024 - Philippe Jaroussky,  Francia
- 2023 - Benjamin David,  Svizzera
- 2022 - Luca Bianchini e Anna Trombetta,  Italia
- 2021 - Nuria Rial,  Spagna
- 2020 - Diego Fasolis,  Svizzera
- 2019 - Olga Peretyatko,  Russia
- 2018 - Jenny Drivala,  Grecia
- 2017 -  Mathias Augustyniak +  Michael Amzalag,  Francia
- 2016 - Werner Schroeter,  Germania
- 2015 - Bejun Mehta,  Stati Uniti
- 2014 - María Bayo,  Spagna
- 2013 - Christophe Rousset,  Francia
- 2012 - Alan Curtis,  Stati Uniti
- 2011 - René Jacobs,  Belgio
- 2010 - Jolando Scarpa,  Italia
- 2009 - Mario Moretti,  Italia